# Olaf Finsen
Olaf Finsen (ur. 3 lutego 1859 w Tórshavn na Wyspach Owczych – zm. 15 września 1937 w Kopehadze w Danii) – farerski polityk i farmaceuta.

## Życie prywatne i kariera zawodowa
Olaf Finsen urodził się w 3 lutego 1859 roku w Tórshavn. Jego ojcem był Islandczyk, pochodzący z Reykjavíku, Hannes Finsen, a matką Johanne Sofie Caroline Christine Finsen (ur. Formann) z Falster. Poślubił Dunkę Marię Augustę Øllgaard. Jego bratem był noblista Niels Ryberg Finsen.
W roku 1882 zdobył pełne wykształcenie farmaceutyczne. Rok później został właścicielem apteki w rodzinnym Tórshavn. W roku 1910 otworzył drugą aptekę w duńskim Vejle, by w 1913 ostatecznie zrezygnować z interesu na Wyspach Owczych. W roku 1922 opuścił Vejle i otworzył nową aptekę w Kopenhadze, którą prowadził do swojej śmierci, 15 września 1937 roku.

## Kariera polityczna
Karierę polityczną Olaf Finsen zaczął i skończył w rodzinnym Tórshavn. W roku 1895 został wybrany radnym miasta i gminy Tórshavn. Rok później, w 1896 wystartował w wyborach parlamentarnych do parlamentu Wysp Owczych, z regionu Suđurstreymoy, w których odniósł sukces. W parlamencie zasiadał do roku 1901, stale w tym czasie sprawując funkcję radnego rodzinnych gminy i miasta. W 1904 wybrano go burmistrzem tych dwóch podmiotów, którym był do roku 1909, kiedy zakończył karierę polityczną.